# Luna (Name)
Luna ist ein weiblicher Vorname sowie ein Familienname.

## Herkunft und Bedeutung
Luna war die Mondgöttin in der römischen Mythologie, abgeleitet von lat. luna mit der Bedeutung „der Mond“.

## Varianten
- Lune
- Lunette
- Lunita

## Namenstag
Der Namenstag ist der 14. September.

## Namensträger

### Familienname
- Adrián Luna (* 1992), uruguayischer Fußballspieler
- Alejandro Luna (1939–2022), mexikanischer Architekt, Designer, Beleuchter und Szenograph
- Alex Luna (* 1986), ukrainischer Sänger, Countertenor, Schauspieler, Filmproduzent
- Álvaro de Luna (Kastilien) (1388/90–1453), spanischer Machthaber von Kastilien
- Álvaro de Luna (Schauspieler) (1935–2018), spanischer Schauspieler
- Ángel Luna (* 1989), argentinischer Fußballspieler
- Anna Paulina Luna (* 1989), US-amerikanische Politikerin der Republikanischen Partei
- Antonio Luna (1866–1899), philippinischer General
- Antonio Manuel Luna (* 1991), spanischer Fußballspieler
- Antonio Rodríguez Luna (1910–1985), spanischer Künstler
- BarBara Luna (* 1939), US-amerikanische Filmschauspielerin
- Bigas Luna (1946–2013), spanischer Filmregisseur und Drehbuchautor
- Braulio Luna (* 1974), mexikanischer Fußballspieler
- Carlos Herrera y Luna (1856–1930), guatemaltekischer Präsident
- Casey Luna (* 1931), US-amerikanischer Politiker
- Concetta Luna (* 1959), italienische Klassische Philologin und Philosophiehistorikerin
- Costantino Cristiano Luna Pianegonda (1910–1997), italienischer Geistlicher, Bischof von Zacapa in Guatemala
- Diadenis Luna (* 1975), kubanische Judoka
- Diego Luna (* 1979), mexikanischer Schauspieler
- Diego Luna (Fußballspieler, 2000) (* 2000), venezolanischer Fußballspieler
- Diego Luna (Fußballspieler, 2003) (* 2003), US-amerikanischer Fußballspieler
- Diógenes Luna (* 1977), kubanischer Boxer
- Fabrizio Luna († vor 1559), italienischer Lexikograf
- Fedra Luna (* 1995), argentinische Leichtathletin
- Félix Luna (1925–2009), argentinischer Schriftsteller, Historiker und Politiker
- Fernando Luna (* 1958), spanischer Tennisspieler
- Flavio de Luna (* 1990), mexikanischer Radrennfahrer
- Fred Luna (1931–2010), US-amerikanischer Politiker
- Gabriel Luna (* 1982), US-amerikanischer Schauspieler
- Genaro García Luna (* 1968), mexikanischer Politiker (Familienname ist García Luna)
- Gregorio Barreto Luna († 2010), mexikanischer Politiker
- Jashia Luna (* 1979), mexikanische Wasserspringerin
- Javier Luna (* 1995), spanischer Schauspieler und Model
- Javier Pineda Luna (* 1975), spanischer Beachvolleyballspieler
- Jeffrey de Luna (* 1984), philippinischer Poolbillardspieler
- Joaquim Silva e Luna (* 1949), brasilianischer General und Politiker
- Jorge Luna (* 1996), mexikanischer Stabhochspringer
- José Mercado Luna (1928–2017), mexikanischer Fußballspieler
- Juan Luna (1857–1899), philippinischer Maler
- Juan Antonio Luna (* 1959), mexikanischer Fußballspieler und -trainer
- Juan Manuel de Mendoza y Luna (1571–1628), Vizekönig von Neuspanien und Vizekönig von Peru
- Julio César Luña (* 1973), venezolanischer Gewichtheber
- Karen Luna (* 1998), mexikanische Fußballspielerin
- Luis Luna (Fußballspieler) (Luis Luna Barragán; † 2012), mexikanischer Fußballspieler
- Luis Luna (Leichtathlet) (Luis Raúl Luna Lemus; * 1983), venezolanischer Sprinter
- Luis Alberto Luna Tobar (1923–2017), ecuadorianischer Ordensgeistlicher, Erzbischof von Cuenca
- Marc Luna (* 1999), spanischer Motorradrennfahrer
- Margarita Luna García (1921–2016), dominikanische Pianistin und Komponistin
- María de la Paz Luna Félix (* 1962), mexikanische Badmintonspielerin
- Mario de Luna (* 1988), mexikanischer Fußballspieler
- Mauro Luna Diale (* 1999), argentinischer Fußballspieler
- Pablo Luna (* 1959), mexikanischer Fußballspieler und -trainer
- Pauleen Luna (* 1988), philippinische Schauspielerin
- Pedro Luna (1896–1956), chilenischer Maler
- Pedro de Luna (1327–1423), spanischer Gegenpapst, siehe Benedikt XIII. (Gegenpapst)
- Pedro Francisco Luna Pachón (1881–1967), spanischer Geistlicher
- Ricardo Alejandro Luna (* 1970), argentinischer Dirigent, Komponist, Chorleiter, Arrangeur und Sänger mit der Stimmlage Bariton
- Santiago Luna (* 1962), spanischer Golfer
- Sheryfa Luna (* 1989), französische R&B-Sängerin
- Tranquilino Luna (1849–1892), US-amerikanischer Politiker
- Víctor Luna (1959–2024), kolumbianischer Fußballspieler und -trainer
- Víctor Luna Vázquez, mexikanischer Fußballspieler
- Violeta Luna (* 1943), ecuadorianische Schriftstellerin, Kritikerin und Hochschullehrerin
- Washington Luna (1938–2009), uruguayischer Sänger

### Vorname
- Luna Alcalay (1928–2012), österreichische Komponistin und Pianistin
- Luna Bulmahn (* 1999), deutsche Leichtathletin (400-Meter-Lauf)
- Luna Carocci (* 1988), italienische Volleyballspielerin
- Luna Gevitz (* 1994), dänische Fußballspielerin
- Luna Kuse (* 2002), deutsche Schauspielerin
- Luna Mansour (* 1992), israelische Schauspielerin und Model
- Luna Mijović (* 1991), bosnische Schauspielerin
- Luna Schweiger (* 1997), deutsche Schauspielerin
- Luna Simao (* 1996), deutsche Pop- und Soulsängerin
- Luna Thiel (* 1999), deutsche Leichtathletin (400-Meter-Lauf)
- Luna Wedler (* 1999), Schweizer Schauspielerin

### Kunstfigur
- Luna Lovegood, Figur aus den Harry-Potter-Romanen
- Prinzessin Luna, Figur aus My Little Pony – Freundschaft ist Magie
- Luna Loud, Schwester von Lincoln Loud in der Zeichentrickserie Willkommen bei den Louds

### Künstlername
- Dani Luna (* 1999), englische Wrestlerin
- Luna (italienische Sängerin) (* 2002), eigentlich Luna Melis, italienische Rapperin
- Luna (deutsche Sängerin) (* 2002), eigentlich Alina Striedl, deutsche Sängerin

### Tier
Luna war der häufigste Name von 2015 geborenen weiblichen Hunden und Katzen in Deutschland. 2008 bis 2014 war Luna jedes Jahr der häufigste weibliche Hunde- und der zweithäufigste weibliche Katzenname.